# Ткаченко, Григорий Трофимович
Григорий Трофимович Ткаченко (1916—1983) — участник Великой Отечественной войны, командир пулемётного взвода 23-го гвардейского воздушно-десантного полка (9-я гвардейская воздушно-десантная дивизия, 5-я гвардейская армия, 1-й Украинский фронт), гвардии лейтенант. Герой Советского Союза (1945).

## Биография
Родился 3 апреля 1916 года в селе Ейское Укрепление Российской империи (ныне Щербиновского района Краснодарского края). Русский.
Окончил школу № 7 села Ейское Укрепление. Воспитанник таганрогской школы ФЗУ (Ростовская область). До войны работал токарем на заводе «Красный котельщик».
В Красной Армии находился в 1937—1939 годах и с 1941 года. На фронте Великой Отечественной войны с сентября 1941 года. Командир пулемётного взвода воздушно-десантного полка гвардии лейтенант Ткаченко в бою за деревню Мольвиц (Польша) 31 января 1945 года заменил командира роты, умело управляя ею. В феврале рота уничтожила большое количество живой силы и техники противника, участвовала в освобождении нескольких населённых пунктов.
С 1946 года Ткаченко Г. Т. находился в запасе. Член КПСС с 1946 года.
Жил в Ялте, где умер в 1983 году. Похоронен в Ялте, на Старом городском кладбище

## Награды
- Указом Президиума Верховного Совета СССР от 27 июня 1945 года был удостоен звания Героя Советского Союза (медаль № 4217)[2].
- Награждён орденами Ленина и Красной Звезды, а также медалями.